# 湧別町農業協同組合
湧別町農業協同組合（ゆうべつちょうのうぎょうきょうどうくみあい、英称：JA Yubetsu ）は北海道湧別町に本所を置く農業協同組合である。略称はJAゆうべつ町。当農協の営業地区は湧別町のうち、合併前の旧湧別町の地域一円である。

## 概要
2002年（平成14年）に、湧別農協、芭露農協、湧別町畜産農協（中央会・JAグループ非加盟）の旧・湧別町内3農協が合併し、湧別町農業協同組合が発足。
主な農産物は、畜産及び、小麦、玉ねぎ等である。
- 正組合員数　160人
- 准組合員数　670人

## 事務所の一覧
括弧内は所在地

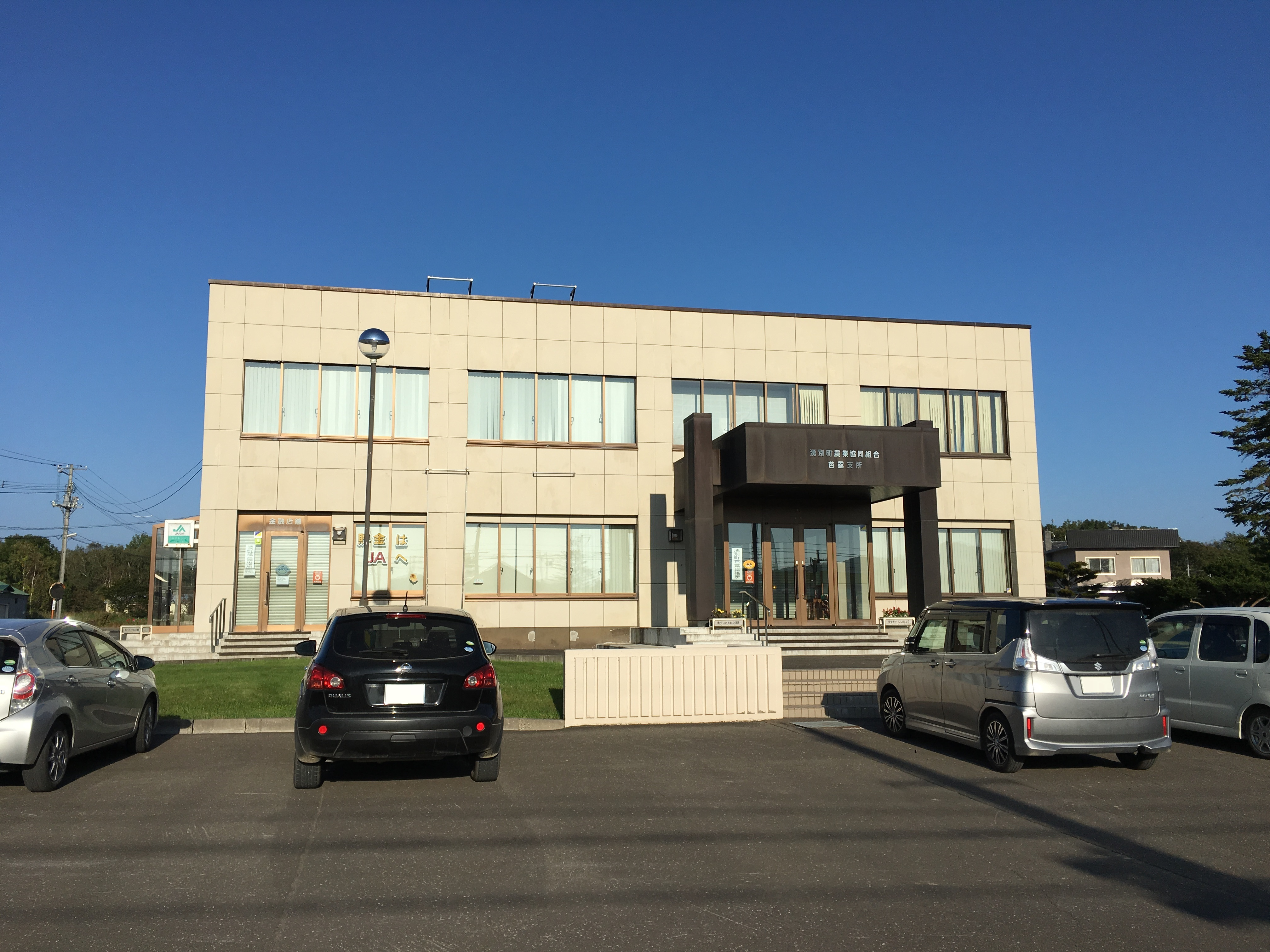
芭露支所

- 本所（紋別郡湧別町錦町279-1） - 所内に湧別錦町簡易郵便局が設置されている。
- 芭露支所（紋別郡湧別町芭露297） - 所内に湧別町役場芭露出張所が設置されている。

## 主な施設
以下の施設は、関連会社である株式会社Aコープゆうべつが運営している。 
- Aコープ - 湧別店
- ハマナスクラブ - ゆうべつ芭露店
- ホクレンSS - 湧別給油所、芭露給油所

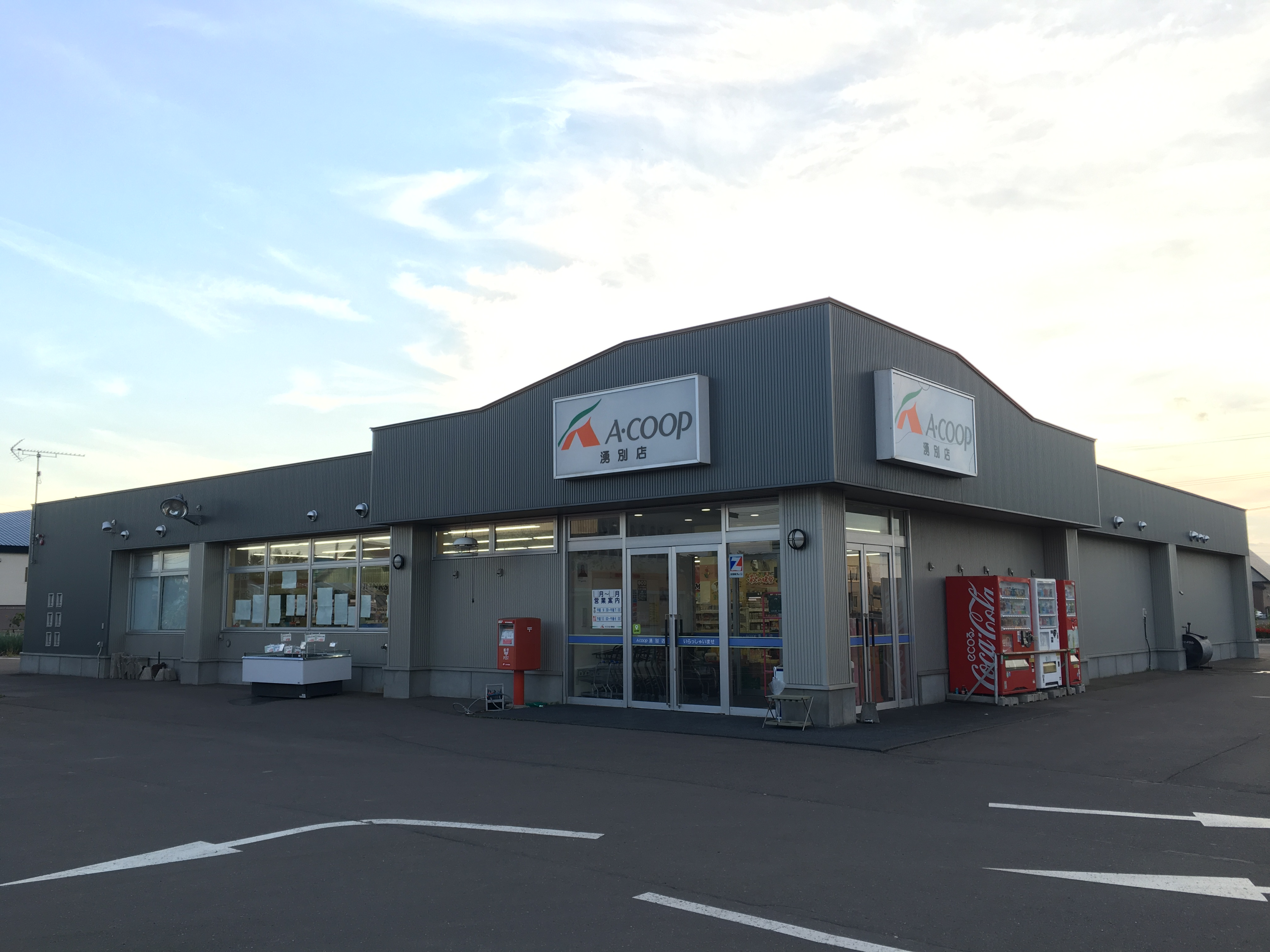
Aコープ湧別店
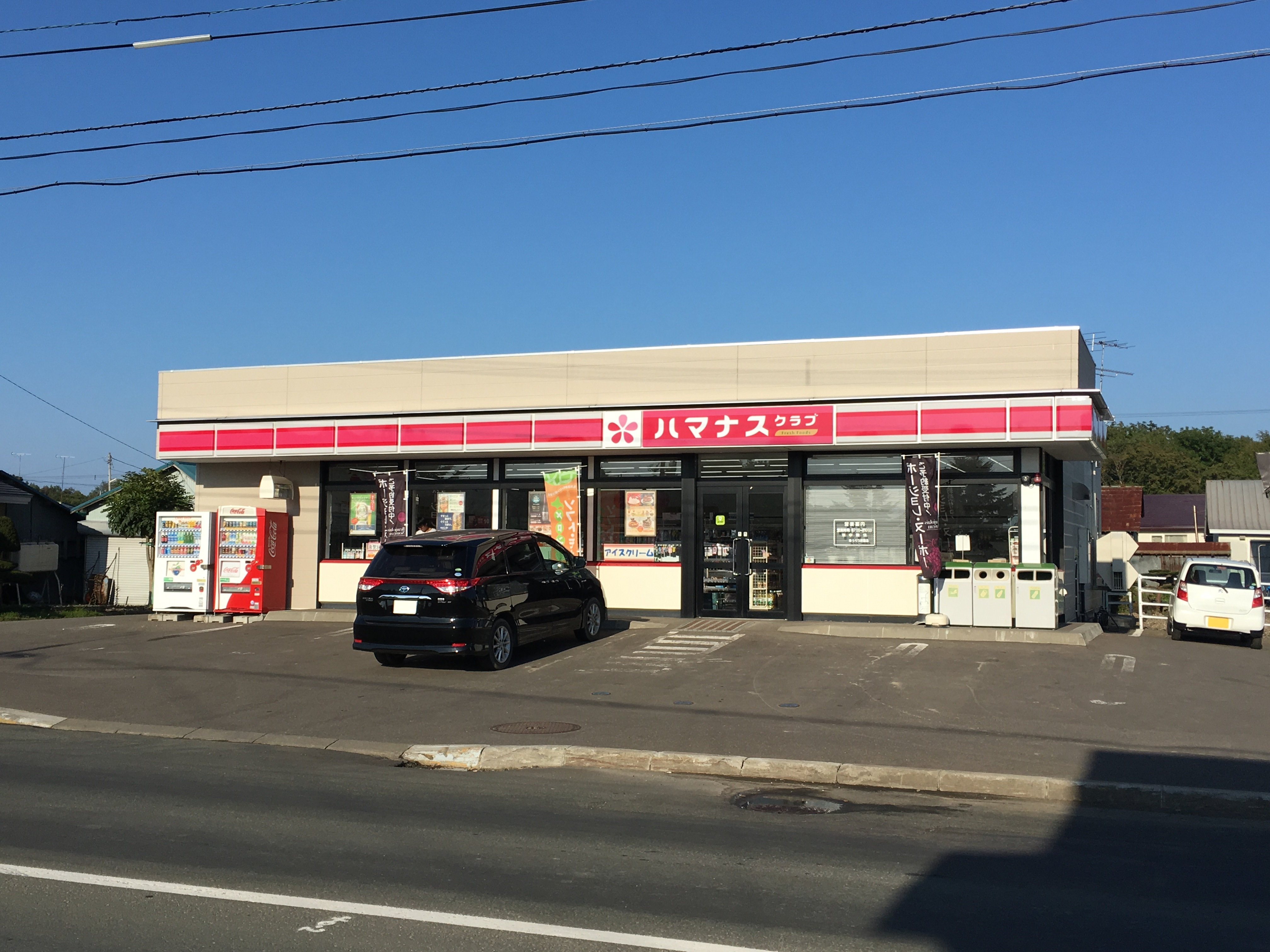
ハマナスクラブゆうべつ芭露店
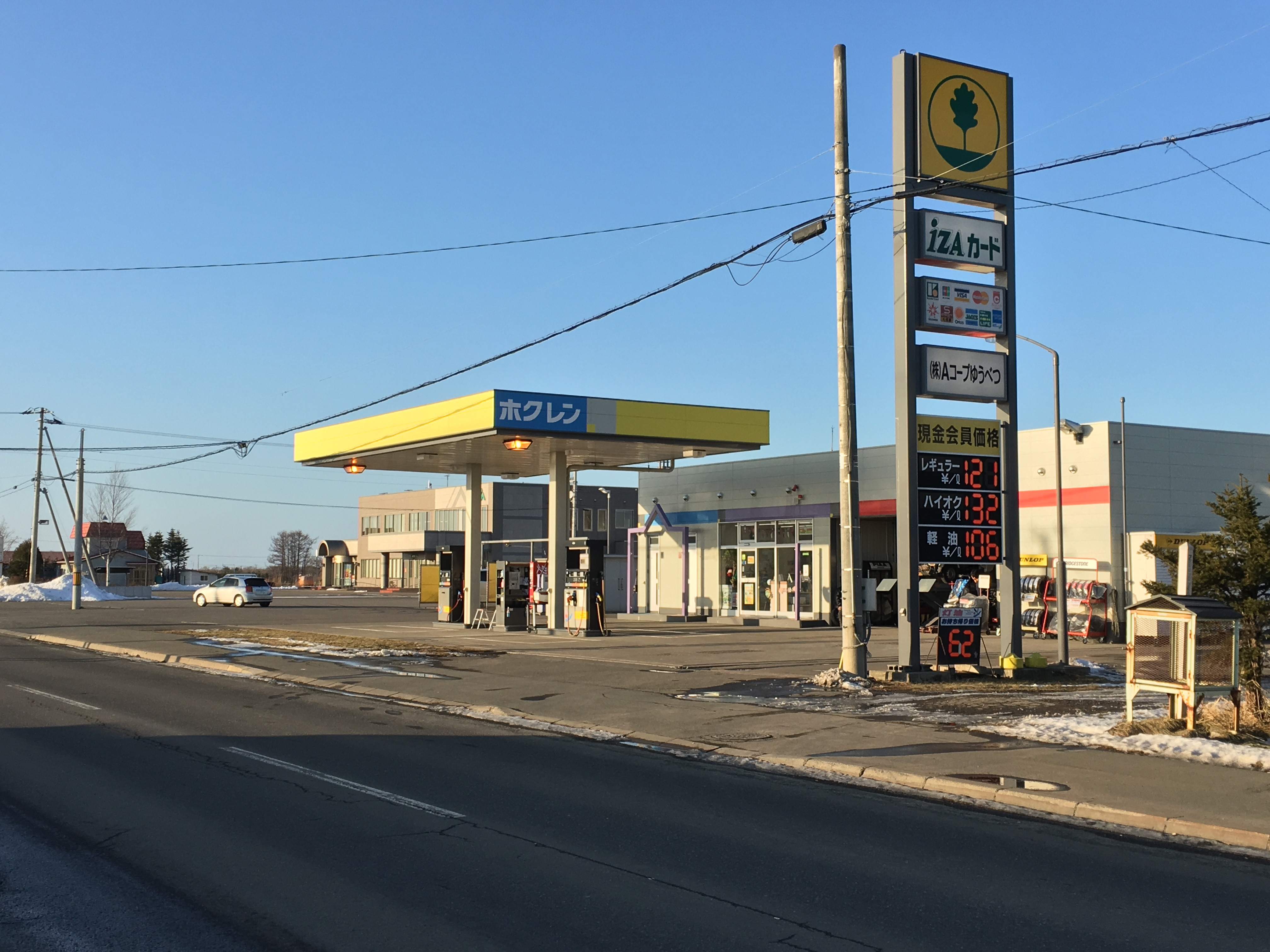
ホクレンSS湧別給油所
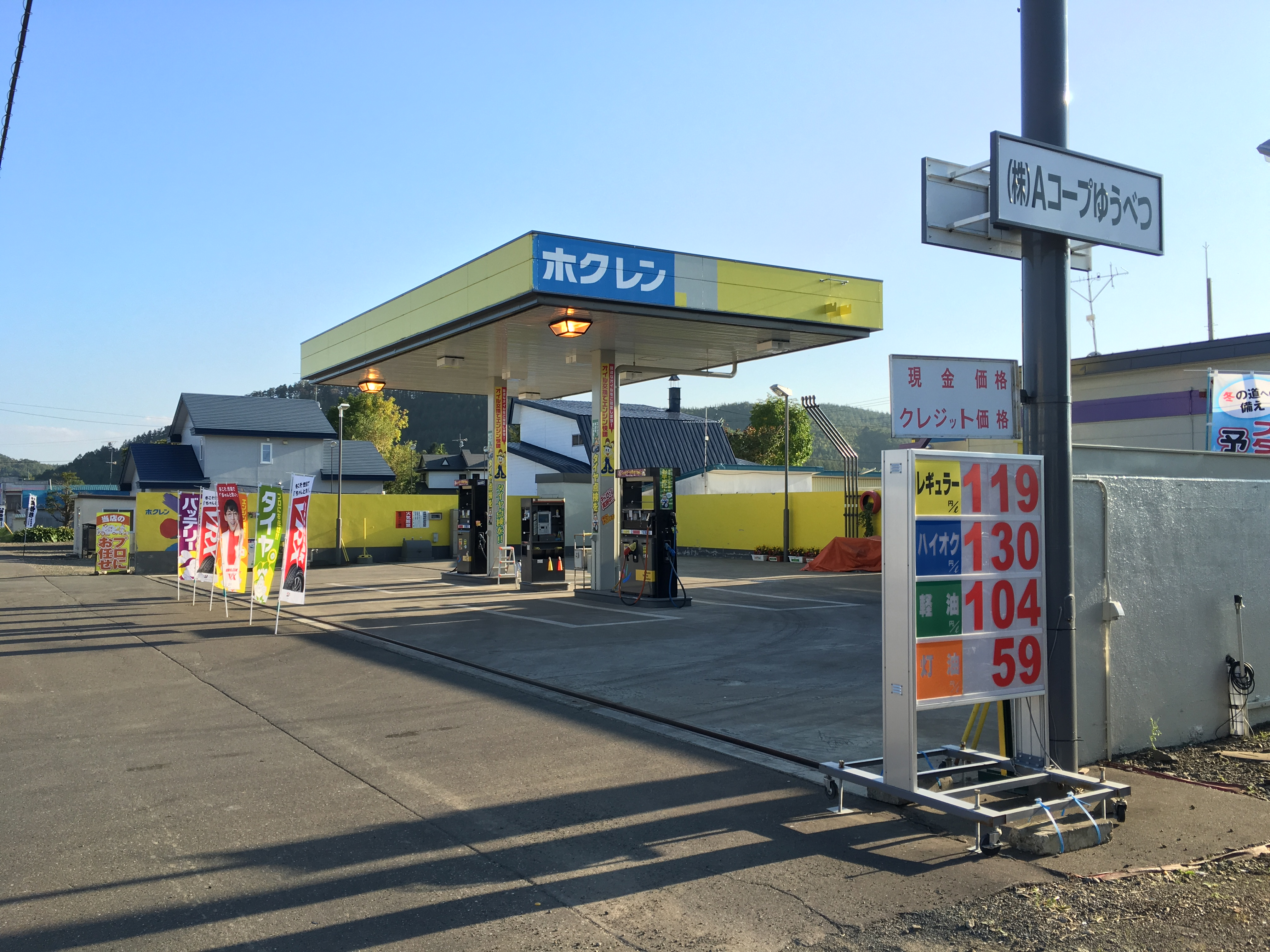
ホクレンSS芭露給油所

### 参照
1. ↑  “JAゆうべつ町 - Aコープ”.   湧別町農業協同組合. 2016年10月13日閲覧。
2. ↑  “株式会社 Aコープゆうべつ様 導入事例 ピー・シー・エー株式会社”.  ピー・シー・エー株式会社. 2016年10月13日閲覧。